# Tito Flavio Sabino (cónsul 82)
Tito Flavio Sabino (en latín: Titus Flavius Sabinus) († 83) fue un senador romano del siglo I, que desarrolló su carrera política bajo los imperios de Nerón, y la dinastía Flavia, y Vespasiano, Tito y Domiciano, eran, respectivamente, su tío y sus primos

## Familia
Era hijo de Tito Flavio Sabino, consul ordinarius en 69, y de su esposa Arrecina, hija de Marco Arrecino Clemente, Prefecto del pretorio bajo Claudio, y nieto de Tito Flavio Sabino, consul ordinarius en 47 y hermano mayor del emperador Vespasiano y sus hermanos fueron Flavia Sabina, casada con Lucio Junio Cesenio Peto, consul ordinarius en 61, y Tito Flavio Clemente, consul ordinarius en 95.
Contrajo matrimonio con Julia Flavia, hija de su primo, el emperador Tito, aunque ya por entonces era amante de su otro primo Domiciano.

## Carrera
Su único cargo conocido fue el de consul ordinarius junto con su primo el emperador Domiciano en 82. Al año siguiente, Domiciano ordenó su ejecución debido a un error del heraldo durante la proclamación de los cónsules del año compartido, que le había nombrado por delante del emperador.